# Hymenophyllum flabellatum
Hymenophyllum flabellatum är en hinnbräkenväxtart som beskrevs av Jacques-Julien Houtou de La Billardière. Hymenophyllum flabellatum ingår i släktet Hymenophyllum och familjen Hymenophyllaceae. Inga underarter finns listade.

## Bildgalleri

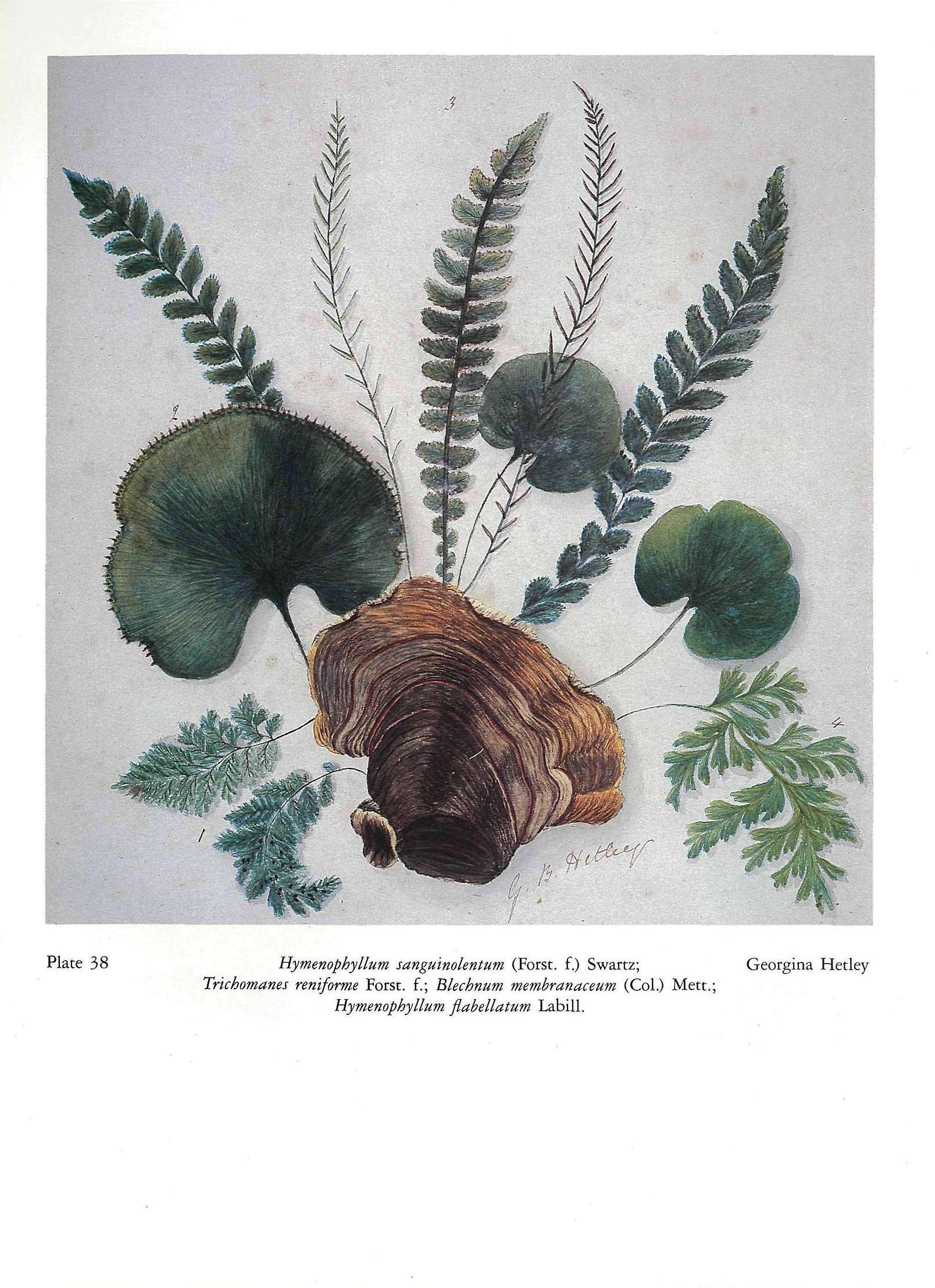